# Sulfate d'aluminium
Le sulfate d'aluminium (E520), de formule Al2(SO4)3, est un sel formé par la combinaison de deux cations aluminium (Al3+) et de trois anions sulfate (SO42−).

## Utilisations
On le trouve dans le commerce sous forme de cristaux ou en solution liquide. 
Le sulfate d'aluminium est notamment utilisé dans le processus de coagulation-floculation pour le traitement des eaux. Dans la purification de l'eau, les impuretés en suspension se coagulent en particules plus grosses, puis se déposent au fond du récipient (ou sont filtrées) plus facilement. Ce processus est appelé coagulation ou floculation.
Il est aussi utilisé comme mordant dans la teinture et l'impression de textiles.
Lorsqu'il est dissous dans une grande quantité d'eau neutre ou légèrement alcaline, le sulfate d'aluminium produit un précipité gélatineux d'hydroxyde d'aluminium, Al(OH)3. Dans les tissus de teinture et d'impression, le précipité gélatineux aide le colorant à adhérer aux fibres du vêtement en rendant le pigment insoluble.
Dans l'industrie de la construction, le sulfate d'aluminium est utilisé comme agent d'étanchéité et accélérateur de prise dans le béton.
Le sulfate d'aluminium est parfois utilisé pour réduire le pH de la terre de jardin, car il s'hydrolyse pour former le précipité d'hydroxyde d'aluminium et une solution d'acide sulfurique diluée. Un exemple de ce que la modification du niveau de pH du sol peut faire pour les plantes est visible lorsque l'on regarde Hydrangea macrophylla. Le jardinier peut ajouter du sulfate d'aluminium au sol pour réduire le pH, ce qui entraînera à son tour que les fleurs de l'hortensia prendront une couleur différente (bleue). L'aluminium est ce qui rend les fleurs bleues; à un pH plus élevé, l'aluminium n'est pas disponible pour la plante.
Il est parfois utilisé dans l'industrie alimentaire humaine comme agent raffermissant, où il prend le numéro E520, et dans l'alimentation animale comme bactéricide. Le sulfate d'aluminium peut être utilisé comme déodorant, astringent ou dans les crayons hémostatiques pour le rasage et les "pierres d'alun"
Il s'agit d'un adjuvant vaccinal courant qui agit en facilitant la libération lente de l'antigène à partir du dépôt de vaccin formé au site d'inoculation.
Une autre utilisation est un agent moussant dans la mousse anti-incendie.
Il peut également être très efficace comme molluscicide.

## Santé
En 2000, l'étude PAQUID réalisée dans les départements de la Gironde et de la Dordogne, montrait que le risque de contracter la maladie d'Alzheimer est 1,99 fois plus élevé dans les régions où l'eau contient plus de 100 µg d'aluminium par litre d'eau potable, alors qu'en France, la norme est de 200 µg. 
Cette étude est invalidée en juillet 2000 par le rapport de l'AFSSA. Si certains effets liés à une exposition chronique à l’aluminium peuvent être actuellement considérés comme avérés (encéphalopathie, troubles psychomoteurs, atteinte du tissu osseux sous forme d’ostéomalacie et atteinte du système hématopoïétique sous la forme d’une anémie hypochrome), il apparaît que pour d’autres effets initialement suspectés (c’est le cas de la maladie d’Alzheimer), en l’état actuel des connaissances, une relation causale ne peut être raisonnablement envisagée.
Mais en 2012, au terme de l'étude Paquid, le rapport publié indique clairement l'incidence de l'aluminium dissous dans l'eau de boisson dans l'aggravation de la démence pour les personnes âgées.